# Гончарова, Наталья Михайловна
Наталья Михайловна Гончарова (29 января 1988, Воронеж, СССР) — российская спортсменка, прыгунья в воду. Серебряный призёр Олимпийских игр 2004 года. Член национальной сборной России.

## Спортивная карьера
В паре с Юлией Колтуновой — серебряный призёр Олимпийских игр 2004 в синхронных прыжках с вышки с суммой 340.92 балла.
На чемпионате Европы 2006 в Будапеште вместе с Юлией Колтуновой выиграла серебряную медаль, уступив только немецкому дуэту Гамм/Субшински.
На Олимпийских играх 2008 выступала в индивидуальных прыжках с вышки (10 м). В полуфинале олимпийского турнира по прыжкам в воду с вышки показала 28-й результат и не квалифицировалась для выступлений в финале.
На чемпионате мира 2009 в Риме пара Гончарова/Колтунова выступила неудачно. Спортсменки заняли итоговое 11-е место.
На чемпионате Европы 2010 в Будапеште в синхронных прыжках с вышки Наталья со своей партнёршей не смогли попасть в число призёров, заняв 5-е место.
Тренеры — Н. В. Дрожжин, Е. Г. Дрожжина.

## Награды и звания
- Орден "За заслуги перед Отечеством" II степени — За большой вклад в развитие физической культуры и спорта и высокие спортивные достижения  (2006)[7]
- Заслуженный мастер спорта России